# Avenida San Borja Sur
La avenida San Borja Sur es una de las principales avenidas del distrito de San Borja en la ciudad de Lima, capital del Perú. Se extiende de oeste a este a lo largo de 12 cuadras. En la intersección con la avenida Aviación se encuentra la estación San Borja Sur de la línea 1 del Metro de Lima y Callao.

## Recorrido e hitos urbanos
Su recorrido se inicia en el cruce con la avenida del Parque Sur. A lo largo de su trayecto se encuentra plagada de áreas verdes en su berma central y se encuentra habitada por familias de nivel socioeconómico altodonde existen muchas edificaciones de vivienda modernas. En su último tramo se encuentra el famoso Parque de la Felicidad donde también se observa el río Surco. La vía desemboca en su intersección con el jirón Paseo del Bosque donde se ubica el Cuartel General del Ejército del Perú, conocido popularmente como el Pentagonito. Su trazo es continuado por la avenida de La Floresta.